# David Bowie Is
David Bowie Is (с англ. — «Дэвид Боуи — это…») — передвижная выставка, посвящённая жизни, творчеству, концертным турам и художественным работам британского рок-музыканта Дэвида Боуи.
Выставка открылась в марте 2013 года в Музее Виктории и Альберта (Лондон) и завершилась в июле 2018 года в Бруклинском музее (Нью-Йорк). За 5 лет своего существования она выставлялась в двенадцати музеях по всему миру и привлекла более 2 миллионов посетителей.
В каждом музее на экспозицию выставлялось более 500 предметов, связанных с Боуи; часто несколько сотен из них были уникальными для этого конкретного музея.
Специально для выставки был подготовлен сопроводительный одноимённый документальный фильм, David Bowie Is, его создателями выступили Хэмиш Хэмилтон, Кэти Маллен и Ханиф Курейши.
После закрытия выставки было объявлено, что в начале 2019 года будет создана её виртуальная версия на цифровых платформах виртуальной и дополненной реальности.

## История
Ближе к концу 2010 года архивариус частной коллекции Дэвида Боуи связался с Музеем Виктории и Альберта (V&A) с целью узнать, не заинтересованы ли они в выставке, посвящённой музыканту. Боуи сохранил бо́льшую часть предметов, костюмов и реквизита — собранных за его долгую карьеру, всего насчитывалось более 75 000 экземпляров.
Боуи предоставил Виктории Брокес и Джеффри Маршу, кураторам музея, свободный доступ к своей коллекции — чтобы они могли самостоятельно выбрать предметы для выставки, хотя, в дальнейшем, не принимал какого-либо участия в её подготовке. Брокес и Марш сказали, что Боуи был «важнейшим из небольшого списка людей, которым посвящались персональные выставки» и что у его коллекция предметов поражала, среди подобных коллекций у поп-музыкантов, с которыми они соприкасались. По словам Брокеса, им предоставили все экспонаты, о которых они просили, за исключением пропавших вещей, таких как платье Боуи, которое он надел для обложки альбома The Man Who Sold the World .
По словам директора Бруклинского музея, «Дэвид попросил, чтобы выставка открылась в Лондоне, а закрылась здесь [в Нью-Йорке]». Дизайном лондонской выставки занимались компании 59 Productions и Real Studios.
Изначально, никто не рассчитывал на большой ажиотаж вокруг проекта. Тем не менее, в итоге David Bowie Is стала самой популярной выставкой в истории музея, с аудиторией более 300 000 человек. Успех проекта привёл к решению продемонстрировать его в других музеях. По состоянию на март 2018 года всего было продано около двух миллионов билетов в 11 городах мира.
В мае 2015 года было объявлено, что 16 июля сингл «Let’s Dance» будет переиздан на коллекционном жёлтом виниле, релиз был приурочен к базированию выставки в Австралийском центре движущихся изображений.
После смерти Дэвида Боуи, в начале 2016 года, выставку практически отменили — появились мнения закрыть проект по этическим причинам. Также возникли дискуссии о том, следует ли сохранить название в настоящем времени (David Bowie Is). Тем не менее, вместо этого выставка, которая в тот период базировалась в Гронингенском музее, была продлена ещё на 4 недели, чтобы дать возможность всем скорбящим фанатам ознакомиться с этим проектом.

## Экспонаты
Как правило, экспозиция выставки включала около 500 предметов, в том числе более 60 концертных костюмов, рукописные тексты песен, а также картины нарисованные самим Боуи. Выставка была структурирована в тематическом, а не в хронологическом порядке. Среди нарядов музыканта, демонстрирующихся публике, фигурировали вещи созданные Александром Маккуином, Эди Слиманом, Иссэем Миякэ, Вивьен Вествуд и Кансаем Ямамото. Помимо этого, на выставке демонстрировались более 50 видеоматериалов, в том числе телевизионные выступления артиста, его музыкальные клипы и концертные записи. В статье для Rolling Stone публицист Дэн Хайман отмечал, что после посещения David Bowie Is он вынес для себя пять ключевых вещей; а именно, что Боуи был «фантастическим художником и иллюстратором», «заядлым коллекционером мелочей», «иконой стиля», «гиком в душе» и «непоколебимым саморедактором».
В некоторых музеях выставлялись уникальные предметы, отражающие связь Боуи с этой страной или городом. Например, данная ситуация имела место в Нью-Йорке, где время от времени проживал музыкант. Мэттью Йокобоски из Бруклинского музея отмечал: «Для нашего музея была подготовлена оригинальная фоновая декорация из бродвейской постановки пьесы „Человек-слон“, где играл Дэвид, а также предметы, связанные с фильмом Джулиана Шнабеля „Баския“, о жизни нью-йоркского художника Жана-Мишеля Баския… Хотя большая часть альбома „Young Americans“ была записана в Филадельфии, песня „Fame“ записывалась в Нью-Йорке. Вот почему Джон Леннон тогда случайно заглянул в студию. Находясь там он [Леннон] сделал для Дэвида рисунок, и он также представлен в нашей экспозиции». Помимо этого Йокобоски рассказал о том, как они заполучили для выставки оригинальную вывеску «B.O.W.I.E.»: «Когда я впервые встретился с архивариусом Боуи, я прошёлся по одному из коридоров архива и наткнулся на фотографию буквы W, лежащей на коробке. Я спросил, что это, и архивариус ответил, что буква похожа на часть вывески сделанной для нью-йоркского мини-турне 2002 года, когда Боуи выступил на пяти площадках в пяти районах города за пять дней — и каждую ночь они вешали на сцене эти блестящие буквы подсвеченные лампочками. Я как-раз был на одном из тех концертов, в Beacon Theatre, и поэтому выпалил: „Мне нужны эти буквы“».
В берлинском музее Мартина-Гропиуса-Бау дополнительно демонстрировалась предметы времён так называемой «Берлинской трилогии», когда музыкант жил в Западном Берлине. Акцент был сделан на экспонатах периода плодотворного сотрудничества Боуи с Игги Попом (альбомы The Idiot и Lust for Life), а также записи пластинок: Low (1977), «Heroes» (1977) и Lodger (1979).
Во время базирования выставки в Токио акцент был сделан на костюмах авторства Кансая Ямамото, который сотрудничал с Боуи в период выпуска альбомов The Rise and Fall of Ziggy Stardust and the Spiders from Mars (1972) и Aladdin Sane (1973).
Шотландский художник Пол Робертсон представил для выставки «Периодическую таблицу Боуи», псевдопериодическую таблицу художников, которые оказали влияние на Боуи или находились под его влиянием на протяжении его карьеры.
Во время базирования выставки в Бруклинском музее (со 2 марта по 15 июля 2018 года) был выпущен концертный диск Live In Berlin (1978), а также 7-дюймовый сингл, содержащий американскую версию сингла «Time/The Prettiest Star». В период размещения выставки в Париже, впервые была представлена версия сборника iSelect на редком, красном виниле. Он выставлялся в музее как часть экспозиции.

## Используемые технологии
Музей Виктории и Альберта сотрудничал с компанией Sennheiser над созданием для выставки индивидуального звукового сопровождения. Первоначально кураторы боялись предлагать посетителям надевать наушники, опасаясь, что это вызовет чувство изолированности. Когда посетители перемещались по залам, звук менялся по мере того в каком из помещений находился человек — оно могло быть связано с конкретными событиями, людьми или городами, в которых работал музыкант. Наушники не требовали взаимодействия; контент менялся самостоятельно. Для выставки был подготовлен уникальный мегамикс, на основе более 60 песен Боуи, за который отвечал Тони Висконти, много лет сотрудничавший с артистом.
Часть выставки включала пещероподобную комнату с большими видеоэкранами, на которых транслировались различные концертные выступления Боуи из разных периодов его карьеры. В нём посетителей просили снять наушники.

## Приложение дополненной реальности
8 января 2019 года на iOS и Android было выпущено приложение дополненной реальности, посвящённое выставке, что совпало с днем рождения Боуи. Озвучкой проекта занимался друг музыканта — Гэри Олдмен. Приложение предоставляет виртуальный доступ к костюмам, видео, рукописным текстам и произведениям искусства Дэвида Боуи, демонстрировавшихся в музеях. Приложение также включает доступ к «десяткам» предметов, которые не были частью оригинальной выставки.

## Места проведения
| Музей                                       | Город                 | Дата открытия      | Дата закрытия                                                             |
| ------------------------------------------- | --------------------- | ------------------ | ------------------------------------------------------------------------- |
| Музей Виктории и Альберта                   | Лондон, Англия        | 23 марта 2013      | 11 августа 2013                                                           |
| Художественная галерея Онтарио              | Торонто, Канада       | 25 сентября 2013   | 27/29 Ноябрь 2013                                                         |
| Музей изображения и звука                   | Сан-Паулу, Бразилия   | 31 января 2014     | 20 апреля 2014                                                            |
| Музей Мартина-Гропиуса-Бау                  | Берлин, Германия      | 20 мая 2014        | 24 августа 2014                                                           |
| Музей современного искусства                | Чикаго, США           | 23 сентября 2014   | 4 января 2015                                                             |
| Парижская филармония                        | Париж, Франция        | 2/3 Март 2015      | 31 мая 2015                                                               |
| Австралийский центр движущегося изображения | Мельбурн, Австралия   | 16 июля 2015       | 1 ноября 2015                                                             |
| Гронингенский музей                         | Гронинген, Нидерланды | 11/15 Декабрь 2015 | 13 марта 2016 (продлена ещё на 4 недели, до 10 апреля, из-за смерти Боуи) |
| Музей современного искусства                | Болонья, Италия       | 14 июля 2016       | 13 ноября 2016                                                            |
| Warehouse Terrada G1 Building               | Токио, Япония         | 8 января 2017      | 9 апреля 2017                                                             |
| Барселонский музей дизайна                  | Барселона, Испания    | 25 мая 2017        | 15 октября 2017                                                           |
| Бруклинский музей                           | Нью-Йорк, США         | 2 марта 2018       | 15 июля 2018                                                              |